# Duewag GT8 Typ Freiburg
Duewag GT8 Typ Freiburg — трисекційний восьмивісний зчленований трамвай, який використовується в трамвайній мережі міста Фрайбург-ім-Брайсгау. 
У 1971-91 рр. ці трамваї виготовлялися ексклюзивно для Freiburger Verkehrs AG компанією Duewag у трьох серіях, що визначило їх як тип Typ Freiburg. 
Вони призначені для використання в одному напрямку.

## Опис
Трамваї з візками Якобса не підходили для частково вузьких вигнутих радіусів у Фрайбурзі, тому був створений новий тип трамвая. 
Typ Freiburg був похідним від Typ Mannheim, також виготовленого «Duewag» і побудованого з 1969 року , який, у свою чергу, базувався на класичному зчленованому трамваї «Duewag» 1956 року. 
На відміну від звичайних зчленованих трамваїв, центр ваги фрайбурзьких трамваїв був розташований не на візках Якобса, а під середньою секцією, до якої було прикріплено два кінцеві вагони. 
На додаток до повного приводу також використовувався покращений розмір конструкції, загальна довжина якого становила 34 м.
Після дванадцятивісного трамвая Райн-Гардтбану, трамваї Фрайбурга були другими за довжиною трамваєм у світі.

## Перша серія (1971/72)

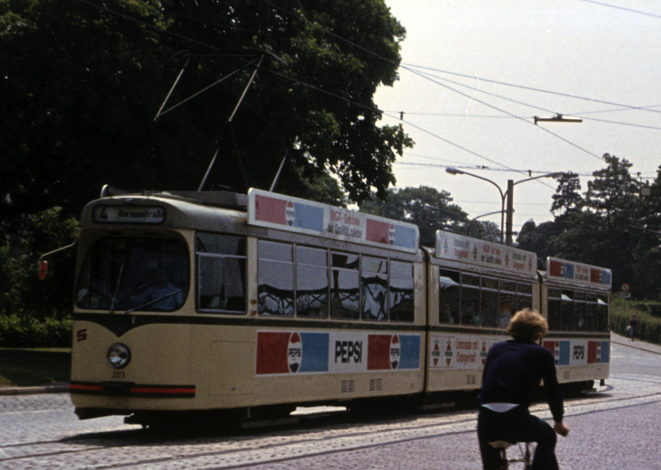
Трамвай 203 з оригінальною лівреєю близько 1979 року

У 1971/72 рр. компанія Freiburger Verkehrs AG спочатку придбала чотири вагони з використанням елементів керування Geamatic. 
Їм привласнили робочі номери 201–204. 
Вагон 202 (відрізняється ззовні центральними подвійними фарами) першим отримав автоматичний генератор заданого значення. 
Їх розробилиі для обслуговування без кондукторів і заміни застарілих транспортних засобів початку 1950-х років, які все ще базувалися на військових трамваях.
Спочатку трамваї мали фари та лівреєю кремового кольору. 
У середині 1980-х років  встановлено дві фари по центру. 
У 1981 році їх перефарбували в червоно-білі.

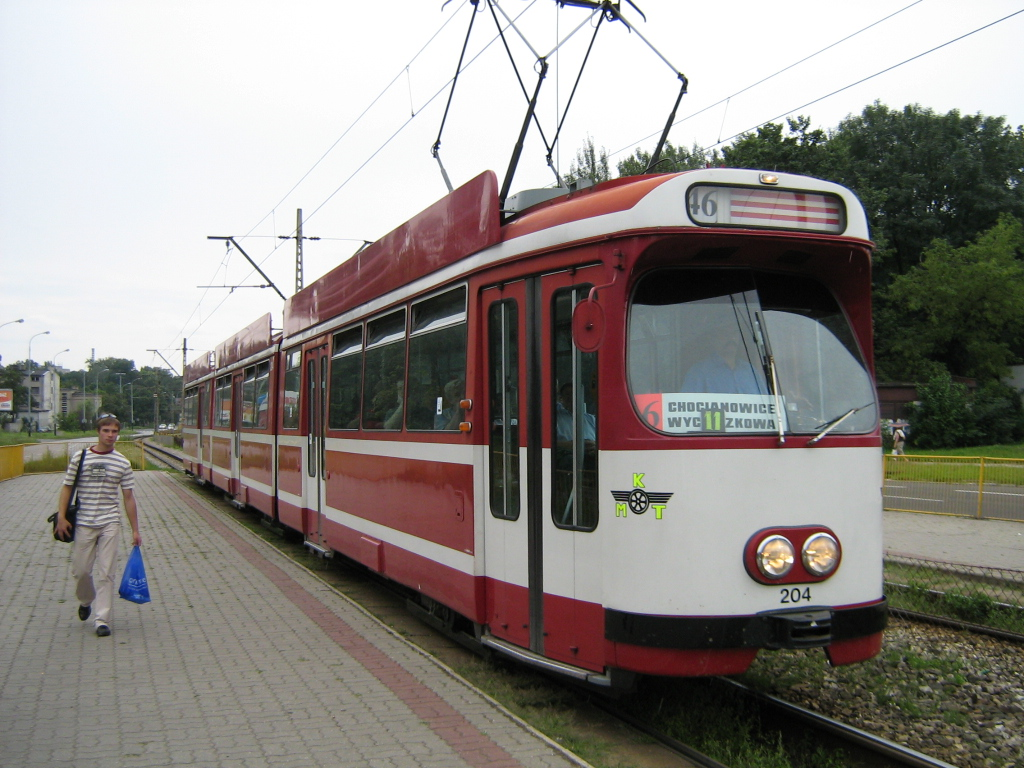
Трамвай 206 в Лодзі

У 2001 році трамваї були виведені з експлуатації у Фрайбурзі. 
Пізніше їх використовували в трамвайній мережі Лодзя, під орудою Międzygminna Komunikacja Tramwajowa на лінії 46 до Озоркува. 
Після того, як компанію ліквідовано, а муніципальна транспортна компанія MPK взяла на себе експлуатацію лінії 46, чотири транспортні засоби виведено з експлуатації в березні 2012 року та списані на металобрухт у 2012 (204), 2013 (201 і 203) і 2015 (202) роках.

## Друга серія (1981/82)

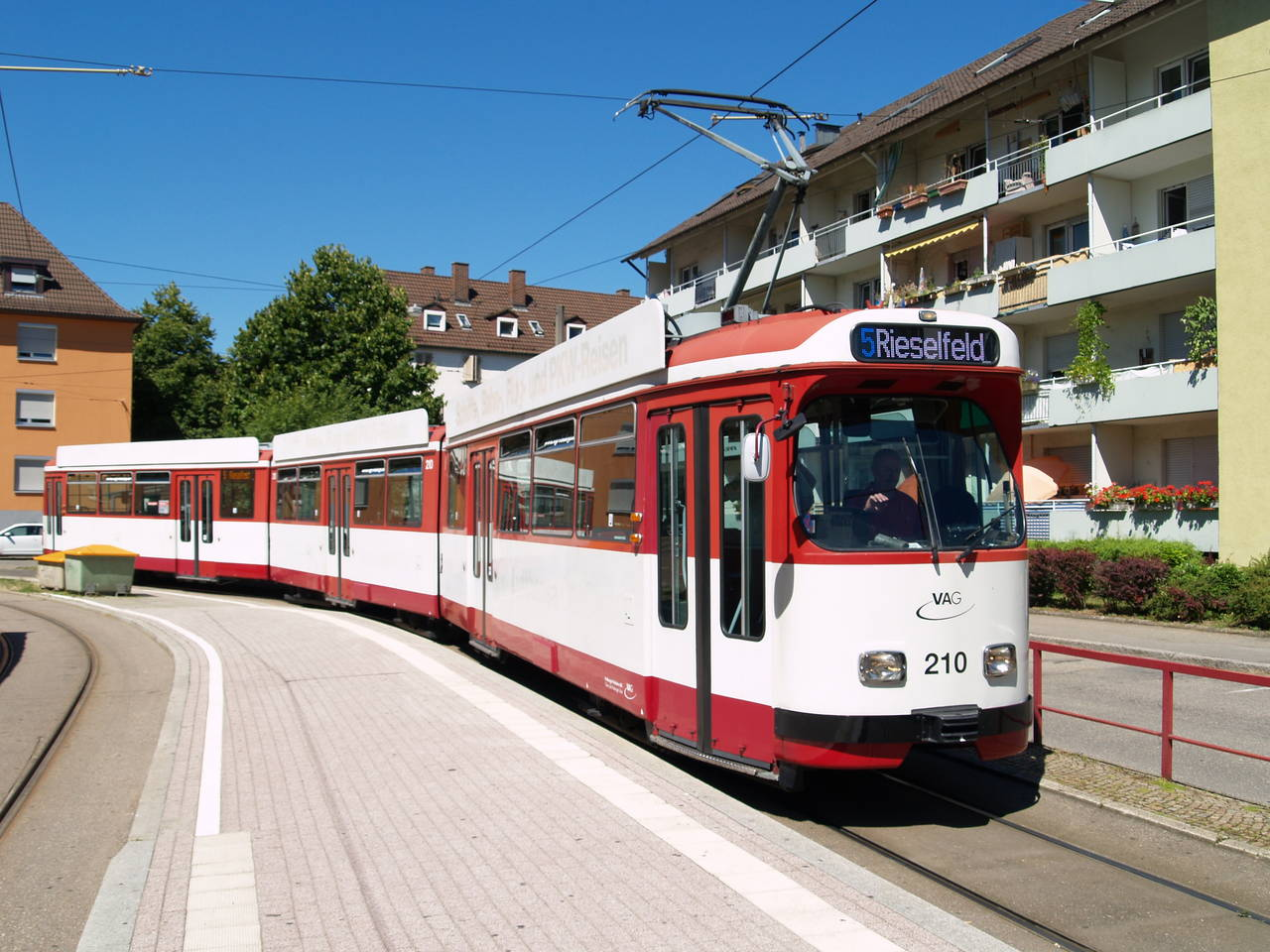
GT8K 210 на Горнуссштрассе, 2013

Після позитивного досвіду з першими чотирма трамваями було прийнято рішення про розширення парку. 
Наприкінці 1970-х років було замовлено ще десять трамваїв. 
Їх введено в експлуатацію в 1981/82 рр. і отримали номери 205-214, і також відомі як GT8K. 
Вони мали червоно-білу ліврею та дві центральні передні фари. 
Завдяки цим транспортним засобам кондукторську службу остаточно скасовано, а останні причіпні вагони списано на металобрухт.
При ширині 2,32 метри вони на дванадцять сантиметрів ширші за трамваї першої серії, що змусило перенести трасу на деяких поворотах маршрутної мережі, наприклад, у бік міста перед Швабентором. 
Більша ширина дозволила зробити трамваї дещо просторішими за першу серію. 
Хоча дві сходинки в трамваях попередньої серії були дуже високими, тепер ви можете дістатися до салону через три сходинки нормальної висоти. 
У цих вагонах також є більше місця для стояння між сидіннями, які розташовані 1+2.
Замість механіки першої серії друга серія використовувала контролер постійного струму, який керувався через передавач заданого значення. 
Це дозволяло прискоренню і гальмуванню відбуватися без ривків. 
У порівнянні з першою серією, яка мала пантографи, друга серія використовувала напівпантографи.

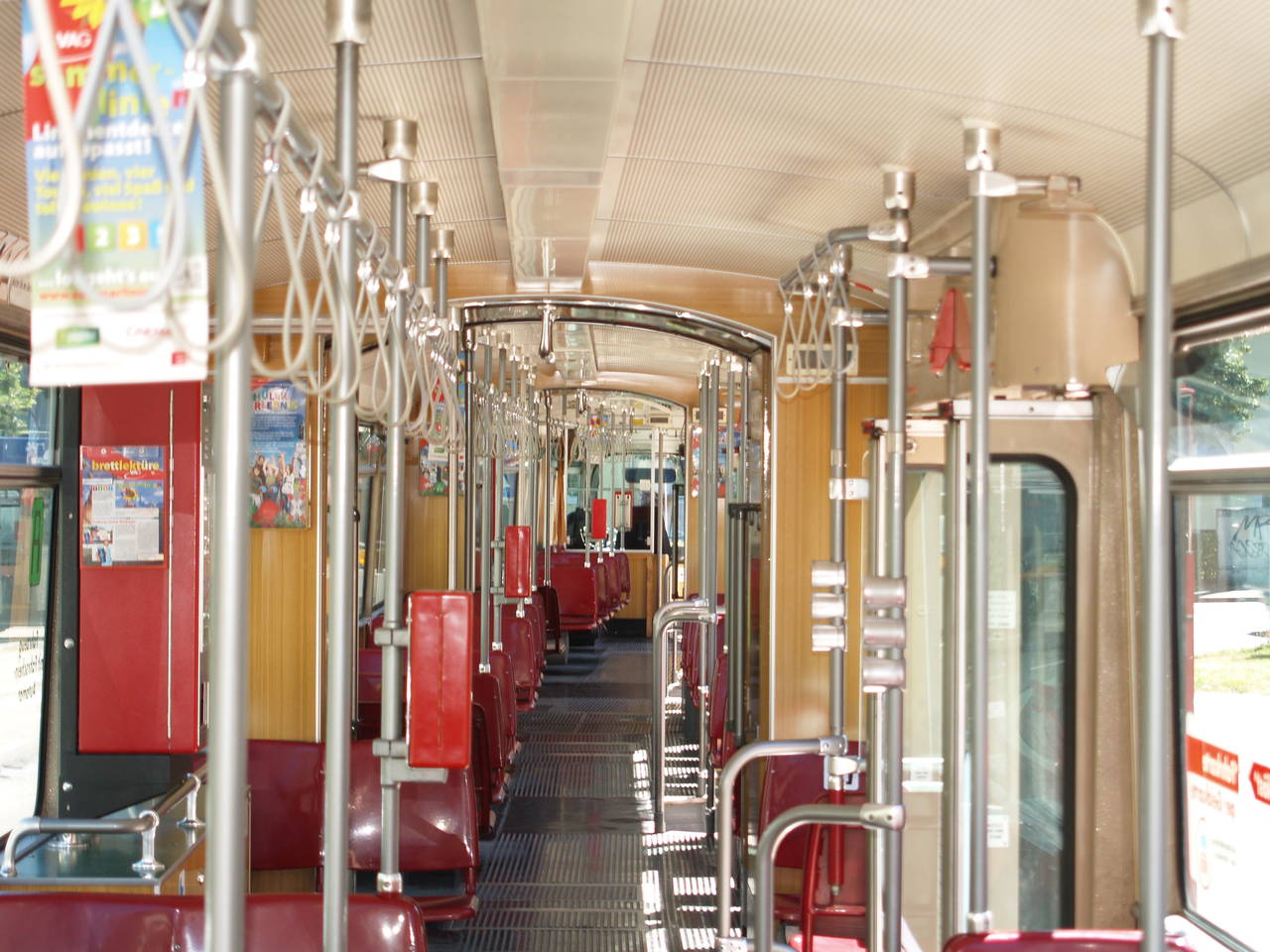
Інтер'єр GT8K

Трамвай 205 на середину 2020-х використовується як історичний; трамвай 207 здали на металобрухт у 2007 році; трамваї 208 і 209 продано трамвайній мережі Ульма, де їх об'єднали та сформували трамвай № 17 —  використовується як двонаправлений шліфувальник рейок. 
Вагони 210–214 перебувають на штатному обслуговуванні з 2012 року через доопрацювання GT8Z. 
Раніше вони використовувалися лише в години пік і для транспортування глядачів на домашні матчі ФК Фрайбург. 
Трамвай 206, який вже виставлявся на продаж, тепер відновлено. 
Крім того, всі вони були оснащені світлодіодними індикаторами. 
Це єдині фрайбурзькі трамваї, поряд із Siemens Combino, оснащені світлодіодними індикаторами. 
Решта трамваїв все ще використовувалися до завершення модернізації GT8Z і поставки нового CAF Urbos у 2017 році.

## Третя серія (1990/91)

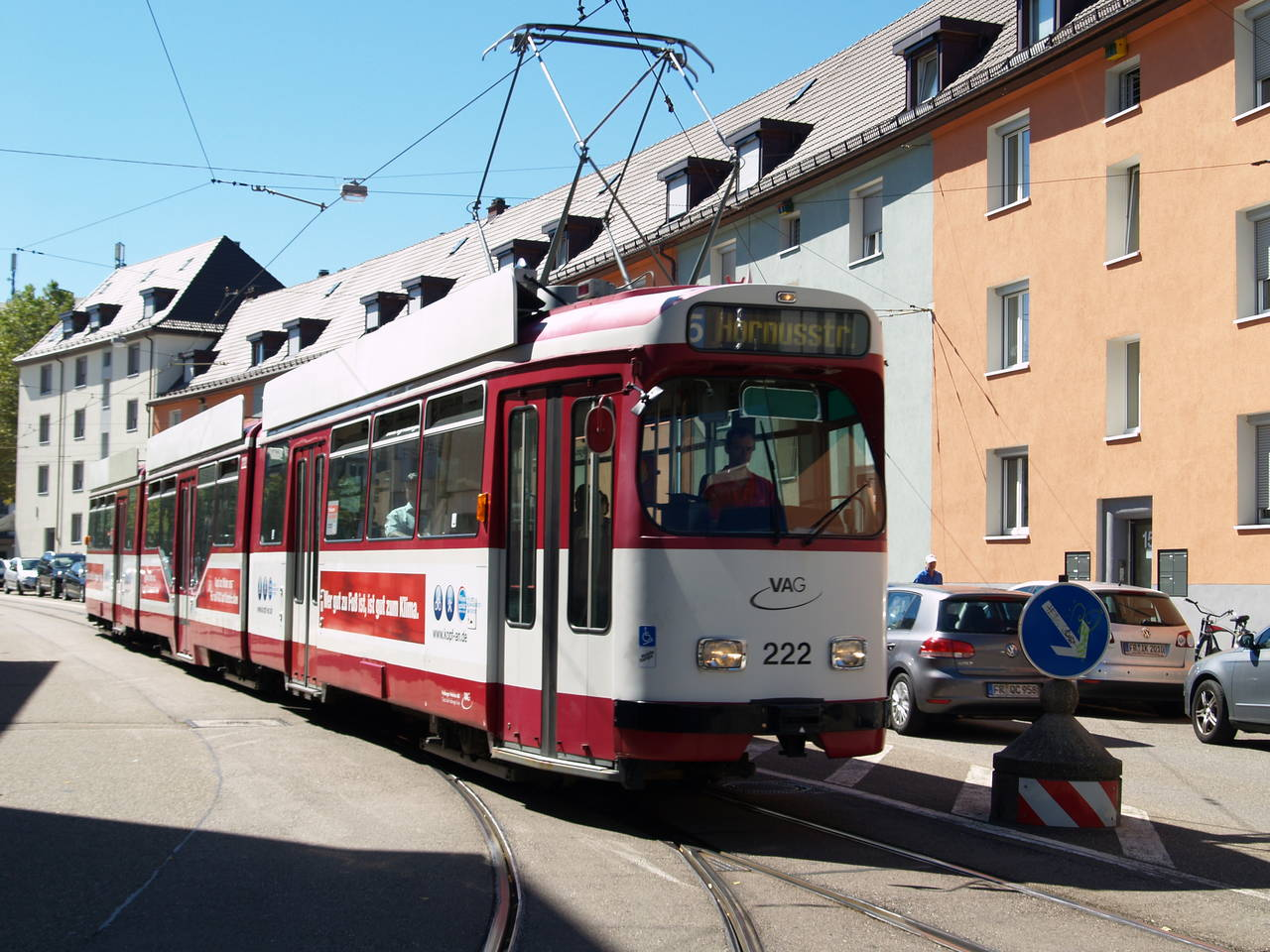
GT8N 222 на Горнуссштрассе

У 1990/91 рр. отримано ще одинадцять моторизованих трамваїв з номерами 221-231. 
На відміну від другої серії, їх обладнали середньою секцією з низькою підлогою, тому їх також називають GT8N. 
Також вони відрізняються від попередніх серій наявністю пантографів. 
Вони замінили GT4, придбані у Штутгарті в 1985 році. Усі транспортні засоби цієї серії оснащені матричним індикатором у 2001 році та обслуговують лінії 1, 3 та 5.